# 田中晃代
田中 晃代（たなか あきよ）は、神戸市出身の日本の都市環境工学・都市計画学者。近畿大学総合社会学部・総合文化研究科教授。工学博士（大阪大学）。元日本都市計画学会学術委員会学術研究論文査読委員。近畿都市学会理事会理事。
専門は、都市計画・まちづくり・地域計画、都市環境工学・環境計画・環境アセスメント。

## 来歴
大阪工業大学工学部建築学科を卒業し、1993年に同大学大学院工学研究科建築学専攻修士課程を修了した。1999年、大阪大学大学院工学研究科環境工学博士課程を修了し、工学博士号を取得した。
豊中市政策企画部コミュニティ政策室嘱託職員などを経て、2010年に近畿大学総合社会学部総合社会学科に着任した。2022年5月現在、同学科環境・まちづくり系専攻教授および同大学大学院総合文化研究科教授を務める。
学外では、日本都市計画学会学術委員会学術研究論文査読委員や、近畿都市学会理事会理事、大阪市環境審議会委員、吹田市男女共同参画センター運営審議会委員、貝塚市JR東貝塚駅周辺地区バリアフリー基本構想策定協議会会長といった役職を務める。

## 賞歴
- 日本都市計画学会論文奨励賞（2000年）[7]。

## 著書
いずれも分担執筆
- 『地方分権時代のまちづくり条例』学芸出版、1999年
- 『変化と転換を見つめて：地域が変わる・ネットワーク型社会におけるまちづくり政策と場の形成』風媒社、2016年

## 主な研究
- 千里ニュータウンにおける持続可能なまちづくりの段階ごとの主体別行動指針に関する研究（パブリックスペースと参加：都市計画）[8]
- 参加型まちづくり関連計画策定に関わる市議会議員の役割に関する研究 - 吹田市の市民参加型まちづくりを事例にして[9]
- 市街化調整区域における市民活動と連動したまちづくりビジョン策定のプロセス - 兵庫県川西市黒川里山エリアの事例をもとに[10]
- 急激な観光地化が官民協働のまちづくりに与える影響 - 兵庫県朝来市竹田地区の場合
- 多様な活動を包含する場のデザインの課題と展望 - 地域創生の主体としての地域人のインタビューを通して